# Новоершово
Новоершово — деревня в Шиловском районе Рязанской области в составе Лесновского городского поселения.

## Географическое положение
Деревня Новоершово расположена на Окско-Донской равнине в 32 км к юго-западу от пгт Шилово. Расстояние от деревни до районного центра Шилово по автодороге — 45 км.
К западу от деревни находится лесной массив (Тёмный Лес), в 1 км к югу протекает небольшая река Улас (приток Прони). Ближайшие населенные пункты — деревня Красный Луч (в настоящее время полностью опустевшая), село Алехово, деревни Марьины Хутора и Новая Деревня.

## Население
По данным переписи населения 2023 г. в деревне Новоершово постоянно (круглогодично) проживают 45 чел. 
Ежегодно в летний период (с апреля по октябрь) в деревню приезжают десятки дачников из Лесного, Рязани, Москвы, других населённых пунктов Рязанской и Московской обл.

## Происхождение названия
Деревня Новоершово была основана переселенцами из деревни Ершово (Старожиловский район), которые назвали новый населенный пункт в честь родной деревни. Вначале употреблялось название Ново-Ершово.

## История
Деревня Новоершово была основана в начале 1920-х гг. как выселки из деревни Ершово (Старожиловский район).